# Samsung i5500
O Samsung Galaxy 5, também chamado - de acordo com o país onde o mesmo foi comercializado - de Samsung i5500, Samsung Galaxy Europa, Samsung Galaxy 550, Samsung i5503 e Samsung Corby Android, é um smartphone com sistema operacional Android. Entre os anos de 2010 e 2012, este foi o smartphone mais barato com sistema operacional Android feito pela Samsung. Ele foi apresentado ao público no dia 15 de junho de 2010.

## Especificações
O Samsung Galaxy 5 tem dimensões de 108 mm (altura) x 56 mm (largura) x 12,3 mm (espessura). Ele vem instalado com o sistema operacional Android 2.1 Eclair (ou 2.2.2 Froyo) e suporta o protocolo HSDPA (3.5G), com velocidade de até 7.2 Mbps. A interface para o usuário é feita principalmente por meio de uma tela sensível ao toque capacitiva, mas sem suporte à multi-toque (característica que é comumente encontrada em smartphones atuais). Sua tela de 2.8 polegadas suporta nativamente a resolução QVGA (240 x 320 pixels), com 16 milhões de cores. Sua capacidade de comunicação inclui 3G, Wi-Fi, Bluetooth, A-GPS e RDS.

## Design

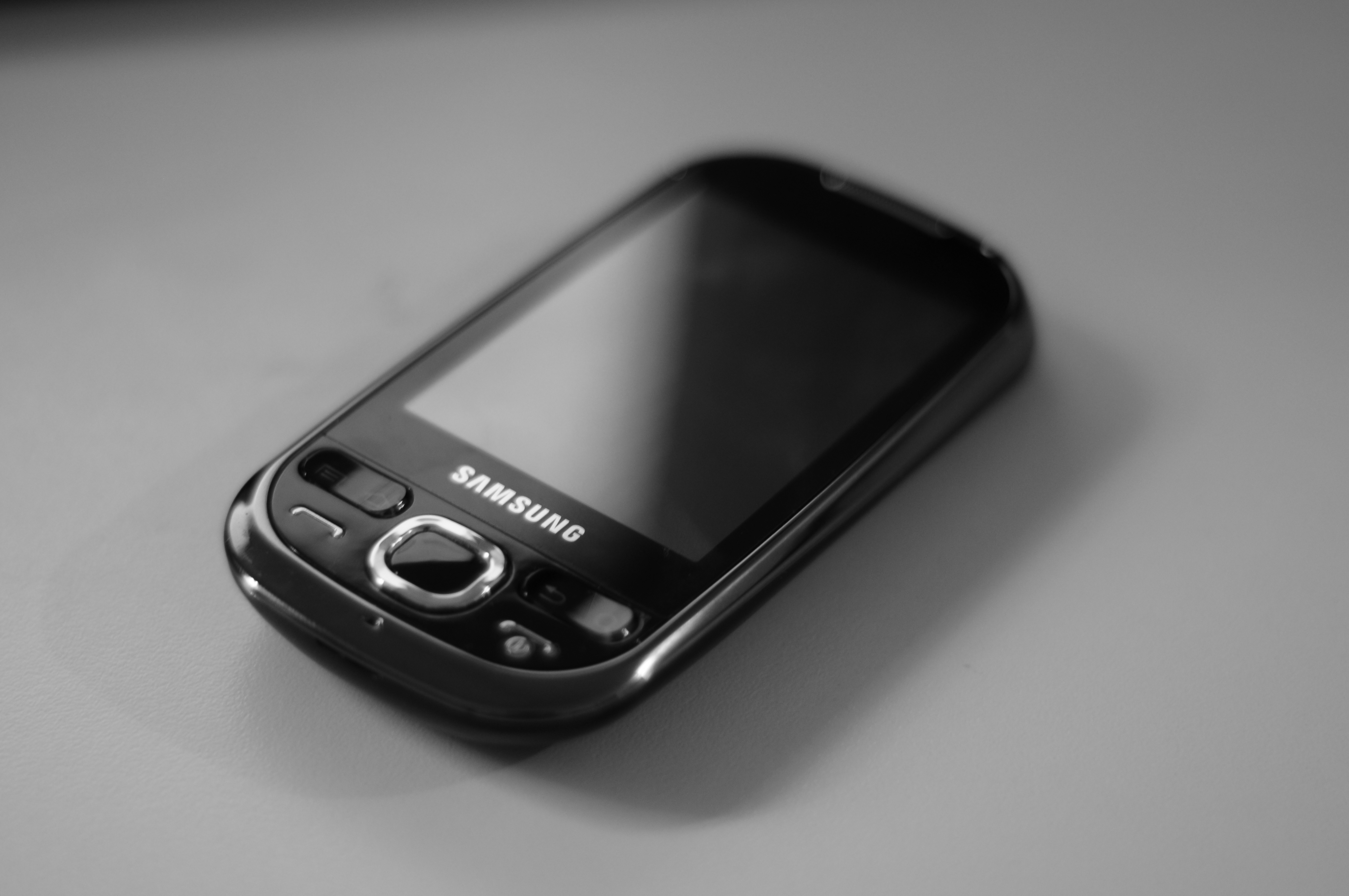
Samsung Galaxy 5

O Samsung Galaxy 5 tem um design curvilíneo, muito parecido com a linha Corby, também da Samsung. Todo feito de plástico (exceto a tela, que é vidro), o Galaxy 5 pesa apenas 102 gramas. O Galaxy 5 tem um elevado número de botões (comparando-o com outros Smartphones que não possuem teclado Qwerty). Ele tem 13 botões, sendo 11 na frente e dois na lateral direita. Na parte frontal, os botões são: opções, home, chamada, voltar, pesquisar, encerrar chamada/energia, 4 direcionais (cima, baixo, esquerda e direita) e o botão de seleção. Na lateral direita, seus dois botões servem para o ajuste do volume e também para zoom da câmera, quando essa está em uso.

## Android

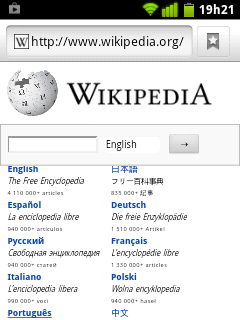
Página inicial da Wikipedia sendo exibida no Samsung i5500 com Android 2.3.7 instalado

Quando foi lançado, o Samsung Galaxy 5 vinha pré-instalado com o Android 2.1 (Eclair). No entanto, a partir de Agosto de 2011, a maior parte dos telefones vendidos vinham pré-instalados com o Android 2.2 (Froyo)[carece de fontes?]. Dependendo da operadora de telefonia associada ao aparelho, é possível fazer a atualização do Android 2.1 para 2.2 pelo software Samsung Kies, que fornece suporte a este celular. A atualização para o Android Froyo traz algumas novas funcionalidades, tais como fazer discagens por voz[carece de fontes?].
Com relação aos Androids 2.3.x (Gingerbread), 4.0.x (Ice Cream Sandwich) e 4.1.x (Jelly Bean), a Samsung não têm disponíveis essas versões para o Galaxy 5, mas é possível instalá-las de forma não-oficial (isto é, sem o suporte da Samsung). Por meio de três diferentes portes do projeto CyanogenMod feitos por um mesmo grupo de desenvolvedores, é possível instalar o Android 2.3, Android 4.0 ou o Android 4.1 no i5500. Esses portes, por sua vez, chegaram a contar com mais de 132.000 instalações em celulares Samsung i5500.